# 亞歷山大酒店及其附屬建築
亞歷山大酒店及其附屬建築（英語：Alexandria Hotel and Annex），又稱廣場酒店及其附屬建築（英語：Plaza Hotel and Annex）現位於美國加利福尼亞州納帕縣840-844 Brown St。于1910年建成，建築師為威廉姆·H·克利特。此建築的設計體現了傳教復興以及地中海復興兩種在20世紀加利福尼亞州比較流行的建築風格。該設計的特點為在面相街道的角落里有三座方形塔樓，以及傾斜的凸窗和圓形的窗戶。酒店的附屬建築比主建築的建成年份更加久遠，在酒店主樓建成之前又重新設計以爲了與酒店相搭配。
該酒店于1982年被列入國家史蹟名錄，包括兩座貢獻性建築，即酒店主樓及其附屬建築。

## 2014年納帕山谷地震

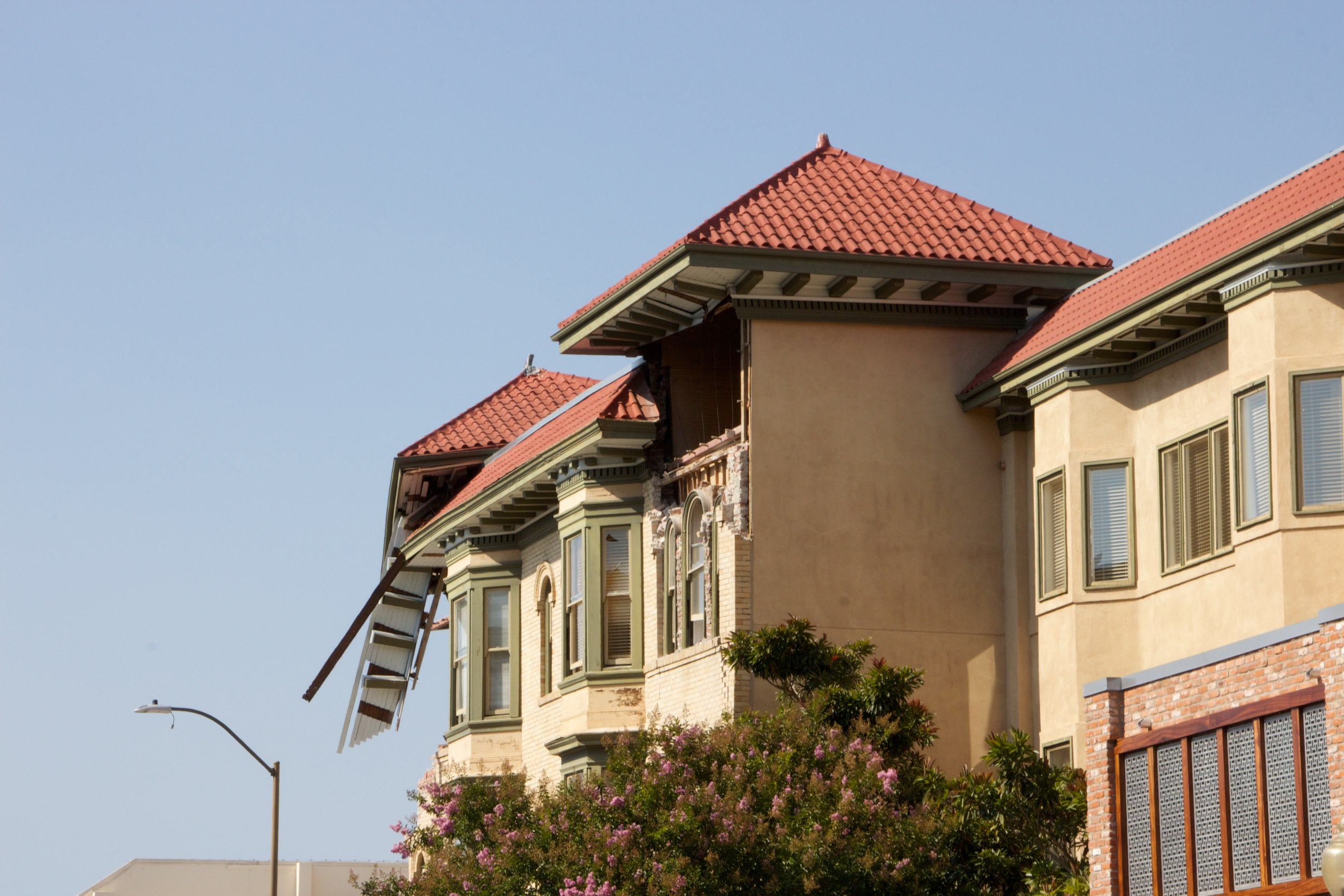
建築因2014年南納帕地震而造成的損失
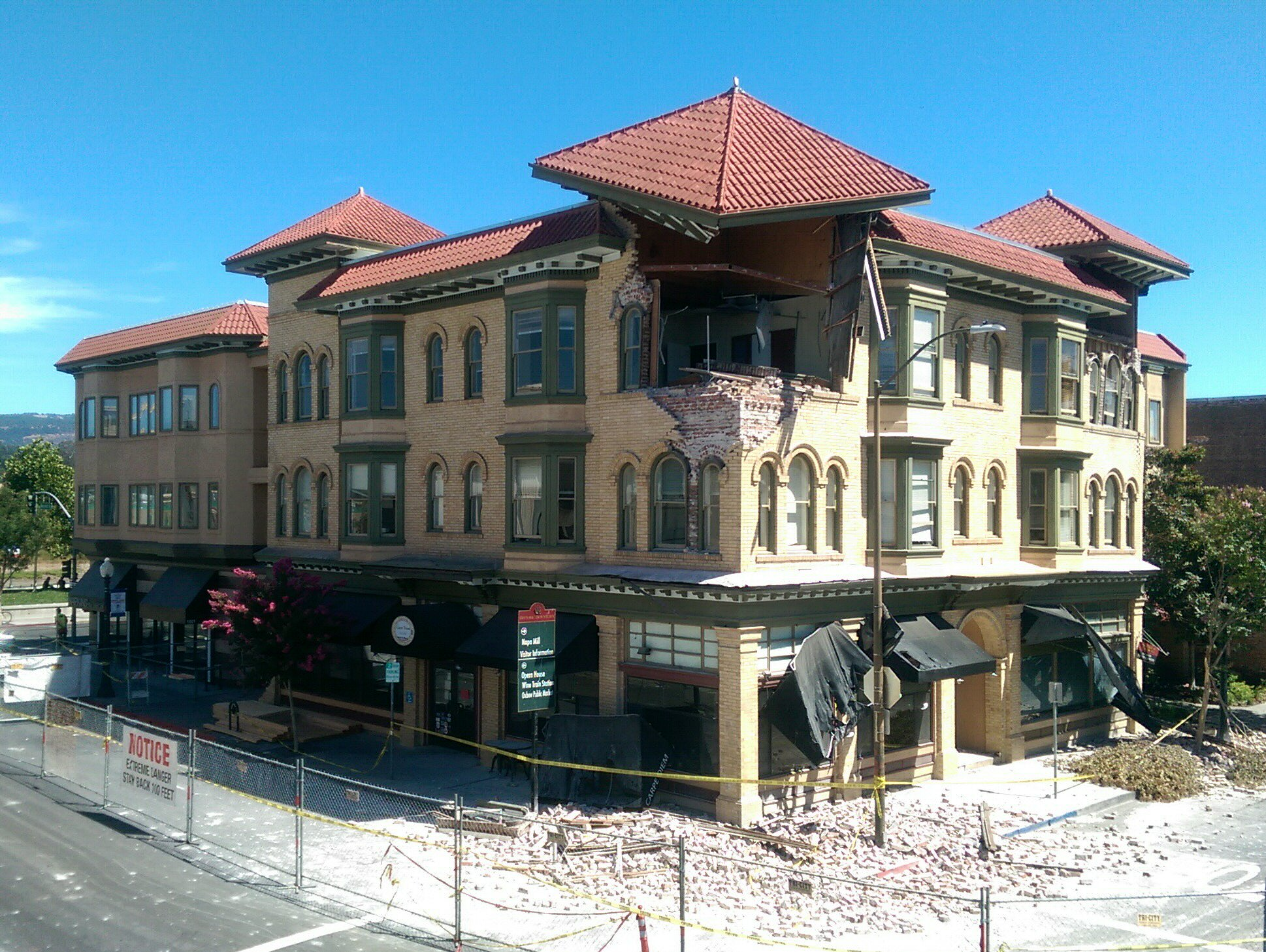
地震中受損的亞歷山大廣場建築
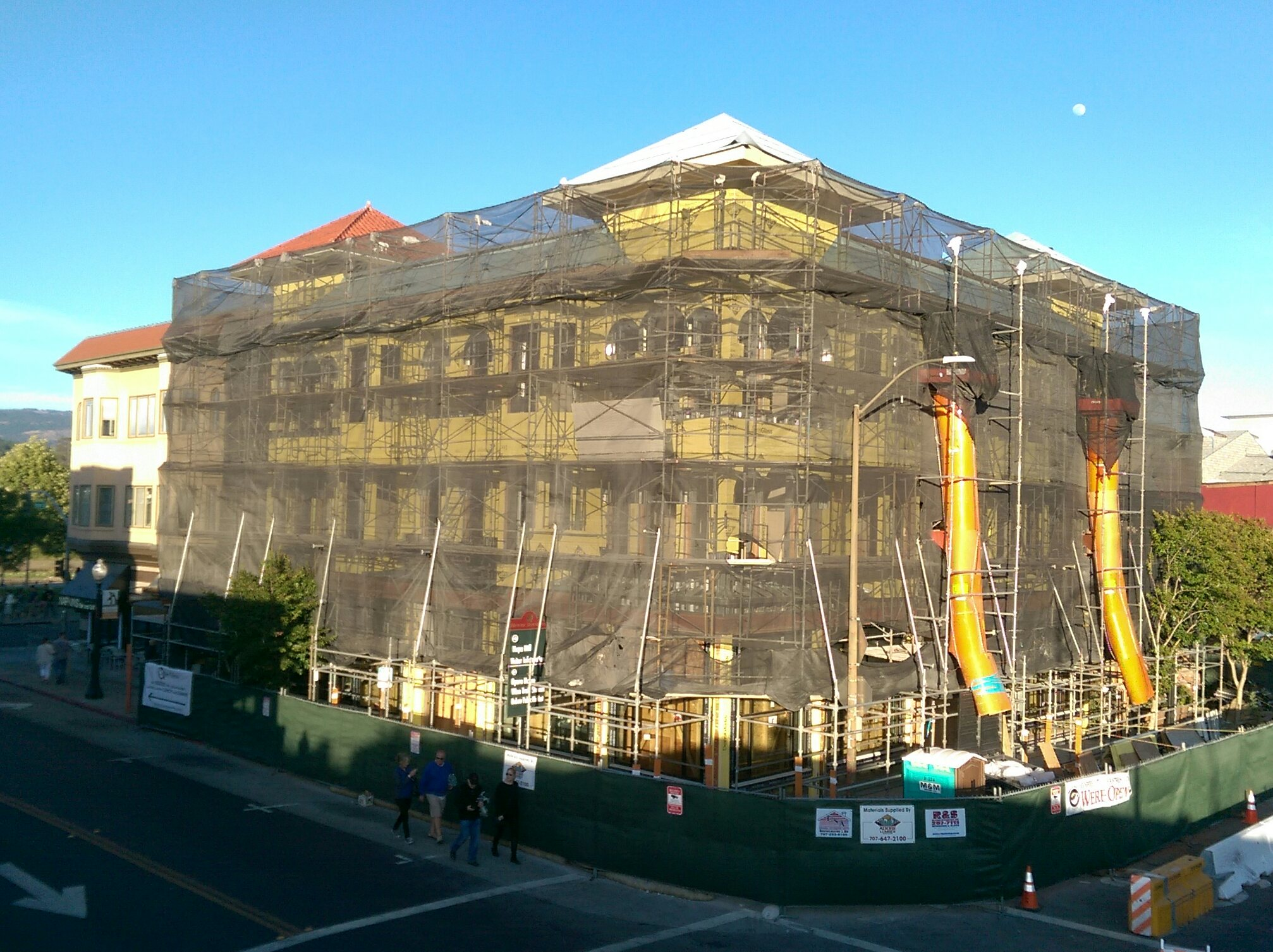
2015年5月正在進行翻修
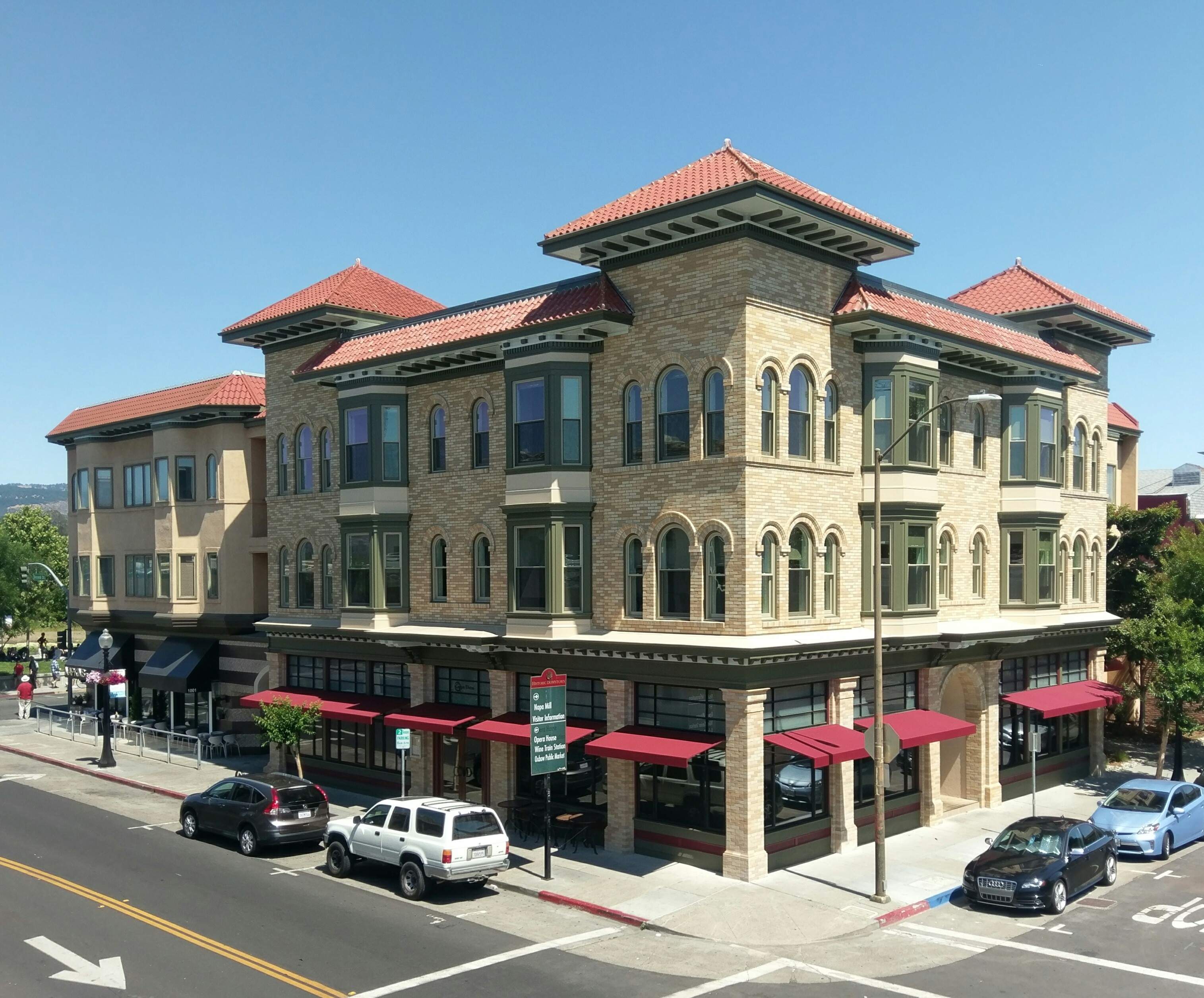
2016年6月翻修完成

該建築在2014年南納帕地震中受損，此後進行了翻修工作。